# Poljanci
Poljanci is een plaats in de gemeente Oprisavci in de Kroatische provincie Brod-Posavina. De plaats telt 276 inwoners (2001).